# Дуб Собеського в Ленжчку
50°07′46″ пн. ш. 18°16′26″ сх. д. / 50.129444444444° пн. ш. 18.273888888889° сх. д.Дуб Собеського в Ленжчку – понад 400-річний екземпляр дуба звичайного (Quercus robur L.), що знаходиться в природному заповіднику Ленжчок (Łężczok) в адміністративних межах Ратибора, Польща. Це найтовстіше та найстаріше дерево в Ратиборі, заповіднику Ленжчок, а також одне з трьох найстаріших та найвражаючих дерев у регіональному ландшафтному парку Цистерціанські пейзажні композиції Руд Великих (Cysterskie Kompozycje Krajobrazowe Rud Wielkich). Рішенням Президії Воєводської народної ради в Ополі від 14 квітня 1967 року Дуб було визнано пам'яткою природи. Дуб оточує невеликий дерев'яний паркан.

## Опис
Товсте кореневище дерева розгалужується на два основні стовбури на висоті 3,5 м. Колись був третій стовбур, який, найімовірніше, зламав вітер. Донині на дереві від того пня залишилася велика діра. Обхват дерева, виміряний на рівні землі, трохи більший 850 см, тоді як обхват на висоті 1,3 м становить 690 см; висота – 33 м. Його значні розміри та вік (понад 400 років) роблять дуб найтовстішим і найстарішим деревом у Ратиборі, заповіднику Ленжчок, а також одним із трьох найстаріших і найвражаючих дерев у ландшафтному парку Цистерціанські пейзажні композиції Руд Великих.

## Позиція
Дуб росте в природному заповіднику Ленжчок, на Алеї Польських Гусарів вздовж дамби, що розділяє ставки Грабовець та Бжезиняк. Це унікальна природна алея, де виділяється дуб Собеського. Її перетинає Стежка польських гусарів, червоний туристичний маршрут, що з'єднує міста, через які у 1683 році пройшов марш військ під проводом Яна III Собеського на Віденську битву. Він також утворює кордон між Ратибором та гміною Нендза – дуб розташований на його південній стороні, в адміністративних межах Ратибора. Біля дуба також знаходиться історичний мисливський маєток XVIII ст. та дерев'яний хрест на згадку про лісового охоронця, вбитого браконьєром.

## Назва та легенди
Дуб отримав свою назву від легенди, згідно з якою дерево було посаджено на згадку про перебування короля Яна III Собеського в цих місцевостях під час його подорожі на Віденську битву в 1683 році. Цю традицію підкріпив Анджей Чудек у своїх публікаціях міжвоєнного періоду, вважаючи її цілком ймовірною. Відомо, однак, що це неправда, адже в 1683 році дереву вже було близько 100 років. Найімовірніше, його посадили цистерціанці, які використовували дерева, переважно дуби, для облаштування шляхів сполучення та насипів ставків. Своєю чергою, у своїй публікації Osobliwy naturycze Racibórza, опублікованій у 2001 році, Ян Дуда пише про легенду, згідно з якою король зупинився під дубом дорогою до Відня. Дуб вписується в традицію дерев Собеського, відомих у Верхній Сілезії.

## Правовий захист та заходи з охорони
У 1922 році вся територія Ленжчка, яка на той час перебувала в межах Німеччини, була взята під правовий захист. Після Другої світової війни поляки також вирішили захистити цю територію, створивши тут природний заповідник у 1957 році. Десять років по тому, рішенням Президії Воєводської народної ради в Ополі від 14 квітня 1967 року, дерево було взято під індивідуальну охорону та оголошено пам'яткою природи. Рішення про визнання дерева пам'яткою природи також було видано Сілезьким воєводою постановою від 9 березня 2006 року.
У 1970-1980-х роках пень, що залишився після третього стовбура, був закріплений бетонним ущільненням лісником з Нендзи Францішеком Полачеком за власною ініціативою. Однак, як виявилося, це стало причиною швидшого розвитку гнилі стовбура. Близько 2000 року пломба почала помітно руйнуватися, поки остаточно не обвалилася влітку 2002 року, відкривши отвір діаметром один метр. Також у 1970-х роках два стовбури дерев були підперізані металевим ланцюгом на висоті 10 м, що захищало їх від зламу. Однак використання металевого ланцюга призводить до відмирання двох основних стовбурів дуба через тиск камбію. Під час наступних обробок було видалено значну частину нижніх гілок, що змінило форму дерева, яке тепер позбавлене гілок на значну висоту. У 1993–1994 роках спеціаліст з догляду та захисту дерев Стефан Кіселевський проводив консерваційні заходи на старих дубах у Ленжчоку. У 1998 році співробітники Інституту хірургії та догляду за деревами Пйотра Камінського з Жорів виконали повний комплекс обрізів крони дуба, зняли металеві ковпаки з місць зрізання гілок та очистили глибокі порожнини. Оскільки металевий ланцюг на висоті 10 м не забезпечував повного захисту, на висоті 20 м також було встановлено еластичну стрічку міцністю до 8 тонн.

## Галерея

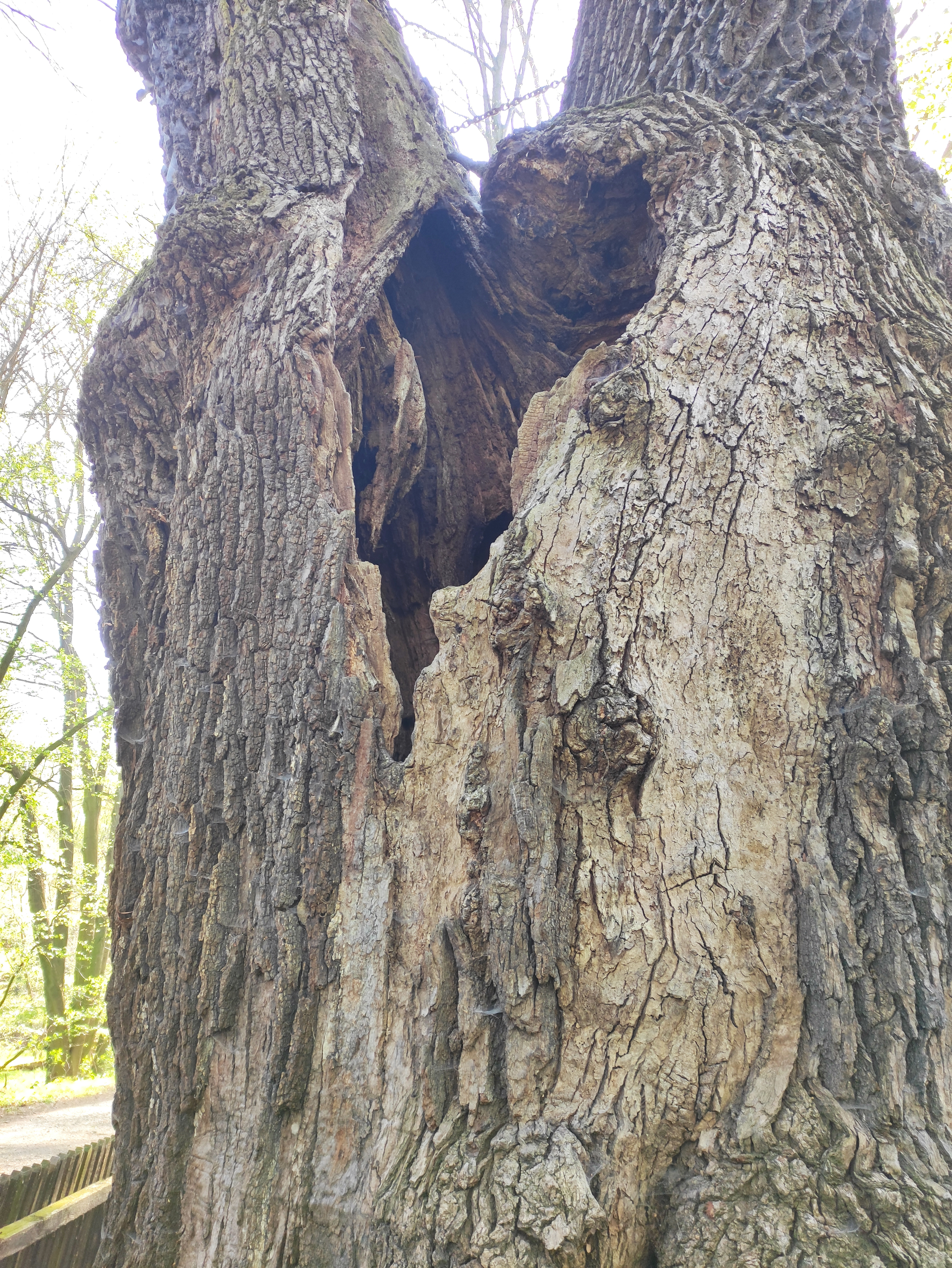
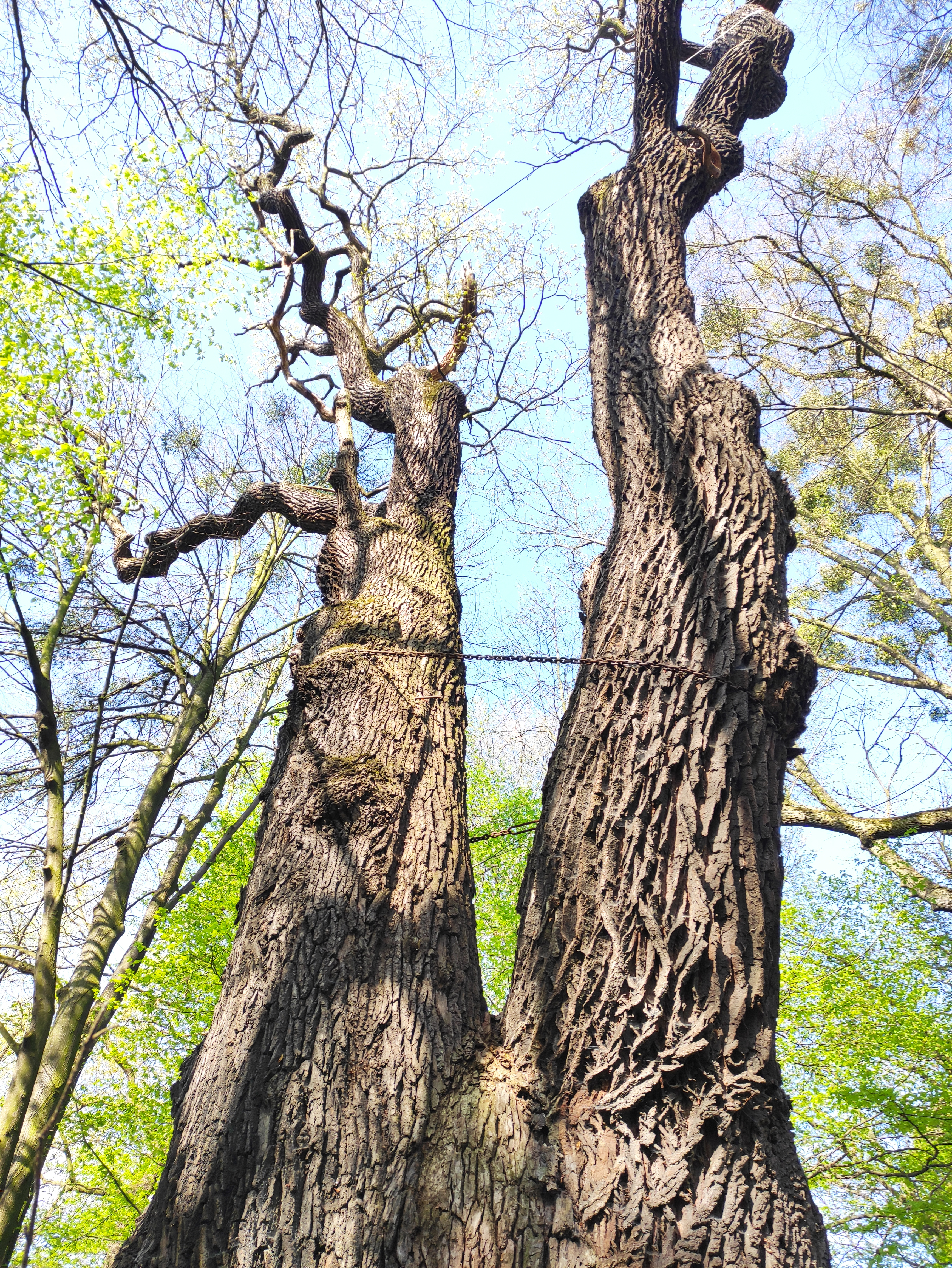